# Francis Buchholz
Francis Buchholz (Hannover, Alemania Occidental, 19 de febrero de 1954) es un músico alemán conocido mayormente por haber sido bajista de la banda de hard rock y heavy metal Scorpions entre los años 1973 y 1992. Luego de su salida de la agrupación se mantuvo alejado de las giras por varios años hasta que en 2005 fue invitado por Uli Jon Roth a participar de una gira por los Estados Unidos y Europa. Desde 2012 hasta 2016 fue parte de la agrupación Michael Schenker's Temple of Rock, en la que compartió con sus excompañeros de Scorpions, Herman Rarebell y Michael Schenker.

## Carrera

### Inicios y su etapa con Scorpions
Desde pequeño tuvo una cercanía con el rock y blues, haciendo del bajo su principal instrumento. A los quince años dio su primer concierto en su escuela y a partir de entonces integró distintas bandas escolares de rock. En una noche tocando con una de esas bandas conoció al guitarrista Uli Jon Roth, quien les preguntó si podía tocar con ellos. En una entrevista afirmó que la primera canción que tocaron juntos fue «Goin' Home» de Ten Years After, en donde quedó impresionado por su rapidez en tocar cada nota, siendo un adolescente. Más tarde y junto a Roth integró la banda The Blues Exchange en la que versionaban principalmente a los artistas del chicago blues de los años sesenta. A principios de los años 1970 fundó Dawn Road junto a Uli Jon Roth,  Jürgen Rosenthal en la batería y Achim Kirschnning en los teclados, que posteriormente se fusionó con Rudolf Schenker y Klaus Meine reviviendo a Scorpions, luego de una breve ruptura a mediados de 1973.
Buchholz en total estuvo 19 años con Scorpions, siendo parte de la etapa más exitosa y reconocida de la banda. Con ellos grabó diez álbumes de estudio y dos en directo. Por su parte, algunas canciones del disco en vivo Live Bites de 1995 fueron grabadas mientras aun era parte de la agrupación. Su renuncia a la banda se concretó en 1992, aunque él mismo afirma que su decisión comenzó algunos años antes, ya que según sus propias palabras: «...porque gente no amistosa había sido invitada a formar parte del manejo de la banda. Siento que esa gente no tenía la experiencia ni la pericia que necesitábamos». Por otro lado, él reconoce que el nacimiento de sus niñas gemelas condicionó su decisión de salir de la banda para pasar más tiempo con su familia. Su última presentación en vivo con Scorpions se llevó a cabo el 7 de diciembre de 1991 en el Festival Hall de Osaka, Japón, durante la gira promocional de Crazy World. Cabe señalar que en este disco hizo su única colaboración como compositor, escribiendo las letras del tema «Kicks After Six».

### Años posteriores y su regreso a la industria
Tras su salida de la agrupación estuvo alejado por años de la industria musical, hasta que a fines de los noventa volvió al negocio como editor de música y como representante de nuevas bandas. Después de más de diez años, en el otoño boreal de 2005 retornó a los escenarios participando de una gira de Uli Jon Roth por Europa y los Estados Unidos, que culminó a fines de 2006. Tras ello, participó como bajista y coproductor en el disco Dream and Deliver (2008) de la banda hanoveriana Dreamtide. Desde 2012 hasta 2016 integró la banda Michael Schenker's Temple of Rock junto al guitarrista Michael Schenker, Herman Rarebell en la batería, Doogie White como vocalista y Wayne Findley como teclista y guitarrista rítmico.

## Vida privada
Antes de ingresar a Scorpions estuvo estudiando ingeniería mecánica en la Universidad de Hannover con la idea de trabajar en automóviles alemanes. No obstante, después de grabar Fly to the Rainbow optó por tomar un año sabático de la universidad, que con el tiempo derivó en su salida definitiva de la carrera universitaria. En 1979 y junto a su socio Olaf creó la compañía de arriendos de iluminación y sistema PA llamado Rocksound, que proveía a Scorpions de equipos de sonido y luces. y que además daba trabajo a los roadies de la agrupación cuando no estaban de gira. Según Buchholz; «no solo suplió a la banda con luces y equipo de sonido, sino que actuó casi como una agencia de manejo artístico al organizar ensayos, equipos de giras, viajes y la organización diaria de la banda». Rocksound llegó ser una de las compañías de renta de equipo más grande de Alemania, cooperando además con otras empresas de los Estados Unidos y el Reino Unido. Finalmente, hace algunos años optó por vender su parte de la empresa a su socio Olaf.
Por otra parte, en 1996 escribió el libro Bass Magic considerado como una guía para los bajistas. Actualmente vive en Hannover junto a su esposa Hella, su hijo y sus dos gemelas y últimamente además de bajista, es consultor de comunicación.

## Discografía
| con Scorpions - 1974: Fly to the Rainbow - 1975: In Trance - 1976: Virgin Killer - 1977: Taken by Force - 1978: Tokyo Tapes (en directo) - 1979: Lovedrive - 1980: Animal Magnetism - 1982: Blackout - 1984: Love at First Sting - 1985: World Wide Live (directo) - 1988: Savage Amusement - 1990: Crazy World | con Dreamtide - 2008: Dream and Deliver con Michael Schenker's Temple of Rock - 2011: Temple of Rock - 2012: Temple of Rock - Live in Europe (en directo) - 2013: Bridge the Gap - 2015: Spirit on a Mission |